# Подстрана
Подстрана (хорв. Podstrana) — населений пункт і громада в Сплітсько-Далматинській жупанії Хорватії.

## Населення
Населення громади за даними перепису 2011 року становило 9129 осіб.
Динаміка чисельності населення громади:

## Клімат
Середня річна температура становить 14,76 °C, середня максимальна – 27,86 °C, а середня мінімальна – 2,02 °C. Середня річна кількість опадів – 814 мм.
| Клімат поселення                              | Клімат поселення | Клімат поселення | Клімат поселення | Клімат поселення | Клімат поселення | Клімат поселення | Клімат поселення | Клімат поселення | Клімат поселення | Клімат поселення | Клімат поселення | Клімат поселення | Клімат поселення |
| Показник                                      | Січ.             | Лют.             | Бер.             | Квіт.            | Трав.            | Черв.            | Лип.             | Серп.            | Вер.             | Жовт.            | Лист.            | Груд.            |                  |
| Середній максимум, °C                         | 10,18            | 10,86            | 13,52            | 17,10            | 21,85            | 25,71            | 27,81            | 27,86            | 23,16            | 18,91            | 13,85            | 10,44            |                  |
| Середня температура, °C                       | 6,11             | 6,77             | 9,44             | 13,01            | 17,76            | 21,61            | 24,54            | 24,58            | 19,89            | 15,65            | 10,57            | 7,16             |                  |
| Середній мінімум, °C                          | 2,02             | 2,69             | 5,34             | 8,91             | 13,69            | 17,53            | 21,26            | 21,31            | 16,63            | 12,39            | 7,31             | 3,89             |                  |
| Норма опадів, мм                              | 73               | 62               | 68               | 69               | 56               | 49               | 33               | 48               | 71               | 88               | 106              | 91               |                  |
| Середньомісячна швидкість вітру, м/с          | 3.32             | 3.56             | 3.64             | 3.33             | 2.95             | 2.66             | 2.72             | 2.56             | 2.90             | 3.05             | 3.75             | 3.71             |                  |
| Середньомісячна сонячна радіація, кДж/м²·день | 5545             | 8274             | 11975            | 16450            | 20509            | 23271            | 24785            | 21819            | 16101            | 10503            | 5971             | 4695             |                  |
| --------------------------------------------- | ---------------- | ---------------- | ---------------- | ---------------- | ---------------- | ---------------- | ---------------- | ---------------- | ---------------- | ---------------- | ---------------- | ---------------- | ---------------- |
| Джерело:                                      |                  |                  |                  |                  |                  |                  |                  |                  |                  |                  |                  |                  |                  |